# アシスタント (映画)
『アシスタント』（The Assistant）は2020年のアメリカ合衆国のドラマ映画。ドキュメンタリー作家であるキティ・グリーン監督初の劇映画作品で、出演はジュリア・ガーナーとマシュー・マクファディンなど。プロデューサーを夢見る新米アシスタントが、ハラスメントが横行する映画業界の実態に葛藤を深めていく姿を描いている。

## ストーリー
一流大学を卒業後、ジェーンは憧れだった映画業界で働くことになった。「会長」と呼ばれる大物プロデューサーのアシスタントとして、会長室の前にデスクを与えられるジェーン。しかし、入社5週目のジェーンに任される仕事はコピーやお茶くみばかりだった。
とある一日。その日も夜明け前に誰よりも早く出社する生真面目なジェーン。そこへ、アイダホの田舎町に住んでいた若い美人が同僚アシスタントとして入社して来た。その地方で開かれた大会に参加した女好きの会長が、給仕係だった彼女に目をつけてスカウトしたのだ。職務遂行能力に欠ける美人が厚遇される事実を知ったジェーンは、社の相談窓口に駆け込み、「田舎の女の子が会長の毒牙にかかる」と訴えた。しかし相談室の男性は、女性の方も全て承知で動いていると問題にしなかった。
ジェーンは会長の好みではないから大丈夫だと、慰めのつもりで声をかける男性社員。業界全体が女性蔑視の風潮で動いている現実に絶望するジェーン。だが、職を失いたくなければ黙っている他はない。その夜も会長は、退社時間を過ぎても会長室で女性と会っていた。疲れたジェーンは、一人寂しく帰宅するしかなかった。

## キャスト
- ジェーン: ジュリア・ガーナー
- ウィルコック: マシュー・マクファディン
- シエナ: クリスティン・フロセス
- ルビー: マッケンジー・リー
- 男性アシスタント: ノア・ロビンス
- ドナ: ダグマーラ・ドミンスク
- チーフ・アシスタント: プルヴァ・ベディ

## 製作

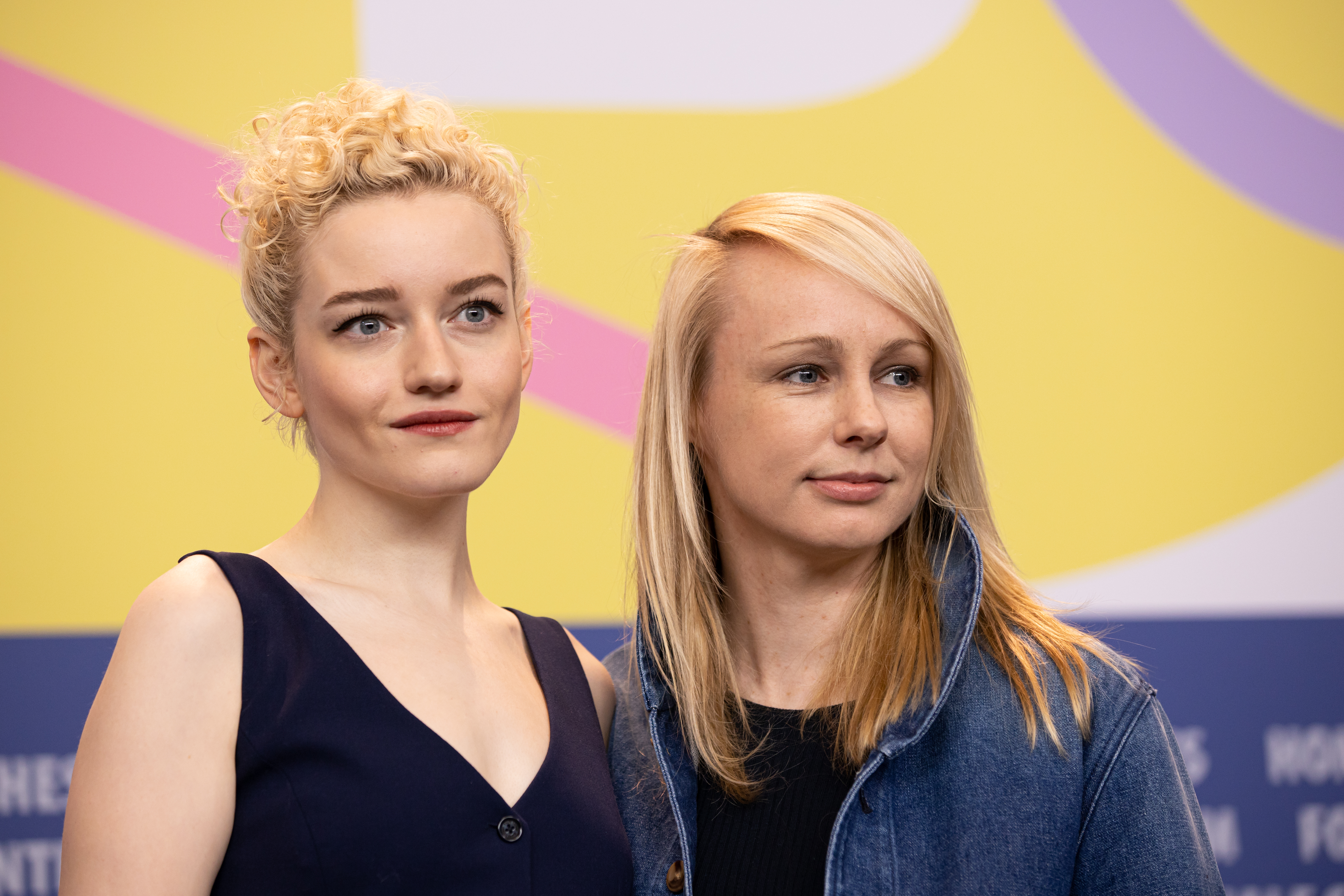
2020年の第70回ベルリン国際映画祭に登壇した主演のジュリア・ガーナー（左）とキティ・グリーン監督（右）

2018年9月7日、キティ・グリーン監督がハーヴェイ・ワインスタインのアシスタントを主人公にした新作映画の製作に着手したとの報道があった（最終的には実話ではなく、フィクションとして製作された）。12月13日、ジュリア・ガーナーが本作の出演交渉に臨んでいると報じられた。2019年4月、マシュー・マクファディン、クリスティン・フロセス、マッケンジー・リーがキャスト入りした。8月29日、タマール＝カリが本作で使用される楽曲を手掛けることになったと報じられた。

## 公開・マーケティング
2019年8月30日、本作はテルライド映画祭でプレミア上映された。10月25日、ブリーカー・ストリートが本作の全米配給権を獲得したとの報道があった。12月5日、本作のオフィシャル・トレイラーが公開された。

## 評価
本作は批評家から好意的に評価されている。映画批評集積サイトのRotten Tomatoesには29件のレビューがあり、批評家支持率は83%、平均点は10点満点で7.46点となっている。サイト側による批評家の見解の要約は「ジュリア・ガーナーの見事な演技のお陰で、『アシスタント』は職場でのハラスメントとシステム面での抑圧に対して鋭い批評をなしている」となっている。また、Metacriticには10件のレビューがあり、加重平均値は72/100となっている。